# 內格羅河 (安蒂奧基亞省)

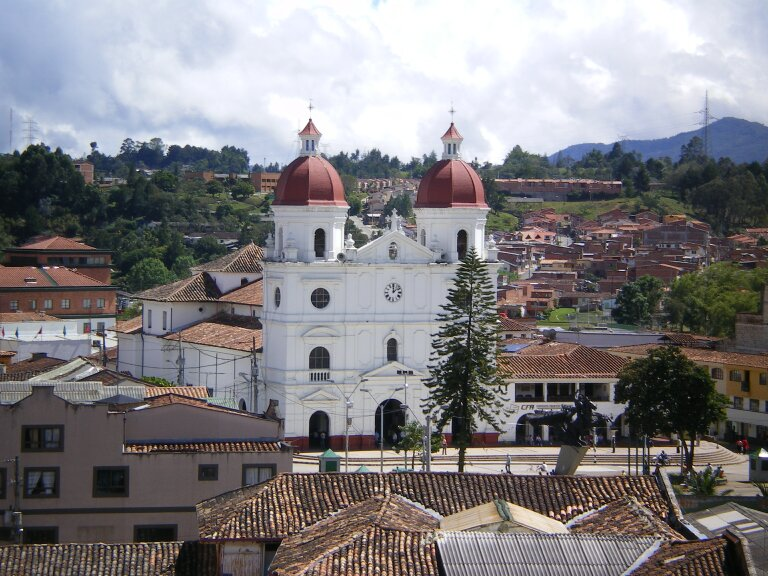

內格羅河（西班牙語：Rionegro，中文意为“黑色的河”，也可以意译为黑河）是哥倫比亞的城市，位於該國北部，由安蒂奧基亞省負責管轄，距離首府麥德林48公里，始建於1541年9月2日，面積196平方公里，海拔高度2,125米，2010年人口110,329。

## 外部連結
- City of Rionegro （西班牙文）

6°9′12.77″N 75°22′27.30″W / 6.1535472°N 75.3742500°W